# Zaramo
I Zaramo o Wazaramo sono un gruppo etnico di ceppo bantu della Tanzania. Sono originari della zona dei monti Uluguru, ma in seguito si sono spostati verso la costa dell'Oceano Indiano, insediandosi soprattutto intorno all'area dell'odierna Dar es Salaam. 
In seguito all'espansione di Dar es Salaam, molte comunità Zaramo della costa sono state inglobate dalla città. Gli Zaramo che abitano a Dar parlano solitamente lo swahili. Nelle campagne dell'entroterra resiste invece la lingua tradizionale kizaramo.

## Nota linguistica
Come per altri gruppi etnici dell'Africa swahili, il prefisso Wa- del nome sta per "popolo" e viene talvolta omesso (da cui le varianti Wazaramo e Zaramo). Alla radice Zaramo che identifica il popolo, viene anteposto il prefisso Ki- per indicare la loro lingua (il Kizaramo) e il prefisso U- per indicare la regione da essi abitata (Uzaramo). La lettera successiva al prefisso viene talvolta scritta in maiuscolo (WaZaramo).

## Storia
Secondo la tradizione orale, gli Zaramo furono chiamati sulla costa dalle popolazioni Barawa e Shirazi di Mzizima (oggi Dar es Salaam), che chiesero il loro appoggio per respingere l'invasione dei Kamba provenienti dal Kenya. Dopo aver sconfitto i Kamba, gli Zaramo si stabilirono nei dintorni di Mzizima e si fusero con la popolazione locale. Qui diedero vita a una comunità che viveva principalmente di pesca e agricoltura, e che divenne poi molto attiva nella tratta degli schiavi. Nel 1863, l'esploratore John Speke descriveva gli Zaramo in questo modo:
(J. Speke, Journal of the Discovery of the Source of the Nile, p. 18
)
Alcune similitudini nelle strutture sociali, nel credo religioso e nella loro organizzazione politica suggeriscono che questa popolazione sia originaria del ceppo dei Luguru, un gruppo etnico della Tanzania centro-orientale.
Ancora nel 1957, i Wazaramo costituivano il 30% della popolazione africana di Dar es Salaam; questa percentuale è diminuita man mano che la città si è estesa, trasformandosi in una realtà fortemente multi-etnica. Tuttavia, molti elementi della cultura Zaramo (come la sepoltura della placenta e del cordone ombelicale) sono ancora oggi molto diffusi a Dar es Salaam.

## Cultura
La cultura Zaramo comprende numerosi rituali legati all'evoluzione della famiglia. Alla nascita di un bambino, la placenta e il cordone ombelicale reciso vengono sepolti; i capelli del neonato vengono tagliati al suo quattordicesimo giorno d'età. Come in molte altre culture africane, il passaggio dei maschi all'età adulta è celebrato con il rito della circoncisione. Le ragazze vengono tradizionalmente recluse in casa da quando entrano nella pubertà fino al loro matrimonio, ma in seguito alle pressioni delle istituzioni questo periodo è stato notevolmente abbreviato.
La maggior parte degli Zaramo è di fede islamica, o più raramente cristiana; tuttavia, sono ancora largamente diffuse pratiche rituali e credenze originarie della religione tradizionale locale.
Come accade in molte religioni africane, la religione tradizionale Zaramo si basa sulla credenza in un dio supremo (per gli Zaramo chiamato Mulungu, e associato alla pioggia), ma questo dio è troppo distante dagli uomini per essere venerato; la maggior parte dei riti sono rivolti agli spiriti degli antenati, che fanno da intermediari fra l'uomo e il divino. Ogni famiglia ha la responsabilità di curarsi degli spiriti dei propri defunti, costruendo altari per venerarli e facendo loro offerte rituali.
Le relazioni fra gli uomini e il mondo spirituale sono mediate da un sacerdote chiamato mganga, che ha il compito di consigliare sul corretto comportamento da tenersi per ingraziarsi gli spiriti e risolvere problemi di qualsiasi genere (dalla ricerca del lavoro, alla vita sessuale, al successo nello sport).
Gli Zaramo si riuniscono una volta all'anno nella foresta di Pugu per una cerimonia chiamata tambiko, nella quale vengono venerati gli spiriti e gli antenati.